# Altkirchen
Altkirchen è una frazione della città tedesca di Schmölln.

## Storia
Il 1º gennaio 2019 il comune di Altkirchen venne aggregato alla città di Schmölln.